# Monument aan de Waalkade

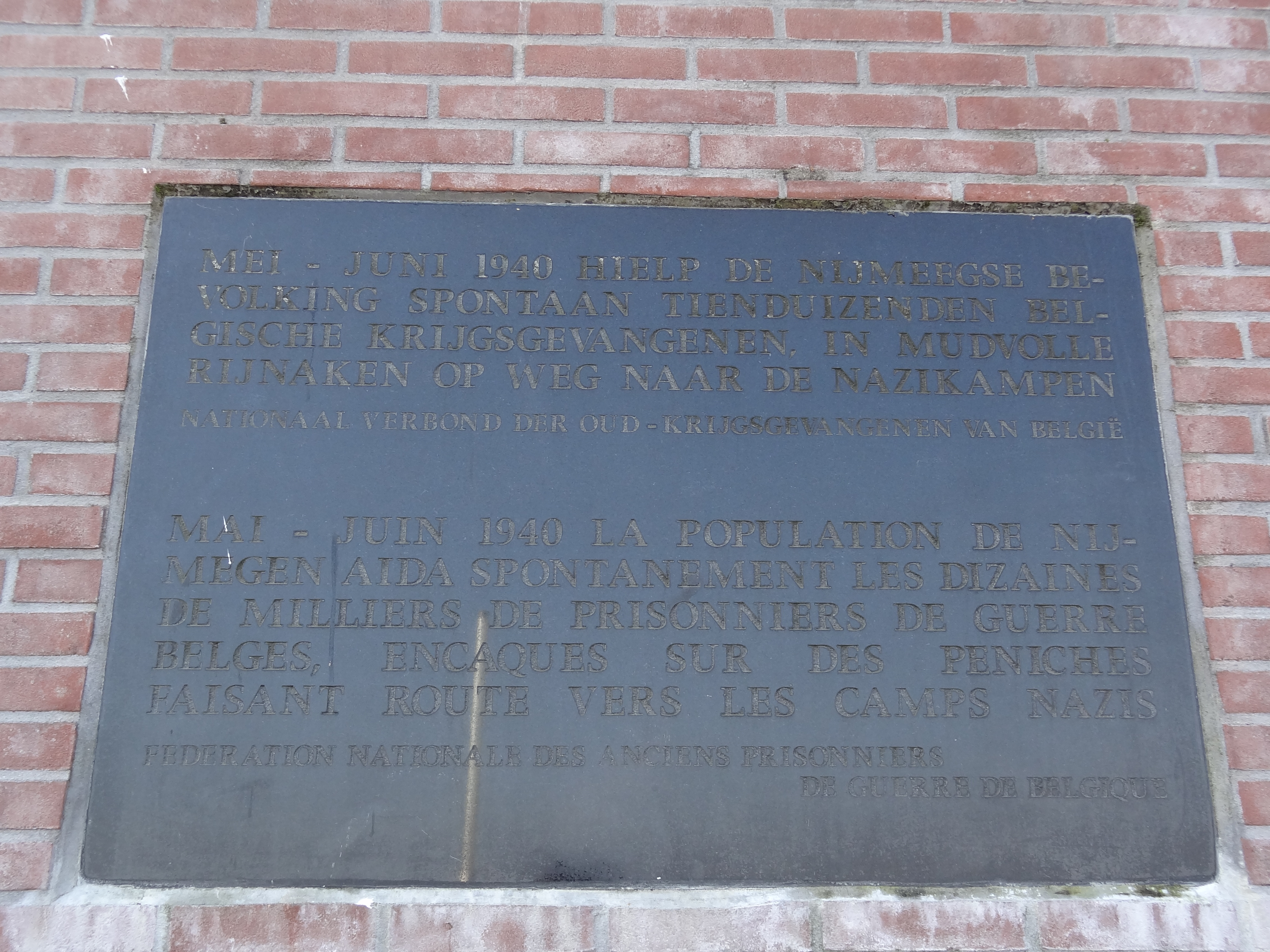
Oorlogsmonument in de keermuur van de Waalkade ter hoogte van de Oude Haven

Het monument aan de Waalkade is een herdenkingsteken in Nijmegen. Het monument werd op 16 mei 1992 onthuld. Het werd aangeboden door het Nationaal Verbond der oud-krijgsgevangenen van België.
Na de Belgische capitulatie op 28 mei 1940 werden tienduizenden Belgische krijgsgevangenen met rijnaken naar Duitse krijgsgevangenenkampen gestuurd. Tussen 30 mei en 5 juni 1940 meerden zo'n negentig van die schepen aan aan de Waalkade te Nijmegen. Inwoners van het Waterkwartier en de  Benedenstad kwamen massaal in actie om  de gevangenen te voorzien van eten, drinken en medische verzorging.